# 2017年葡語系運動會
2017年葡語系運動會（第四屆葡語系運動會）是以葡萄牙語作橋樑的一個綜合性運動會；運動會將於2017年於莫三比克馬布多舉行。

## 籌備申辦過程
葡萄牙於2006年獲得2009年葡語系運動會主辦權後，巴西及印度立即表示有意申辦於2009年的第三屆葡語系運動會主辦權；在2011年，莫三比克獲得第四屆葡語系運動會的主辦權，並將於馬布多舉行。然而，馬布多是莫三比克唯一一個合乎舉辦條件的城市。